# Festival de théâtre francophone (Ukraine)
 (avril 2017).
 (février 2019).

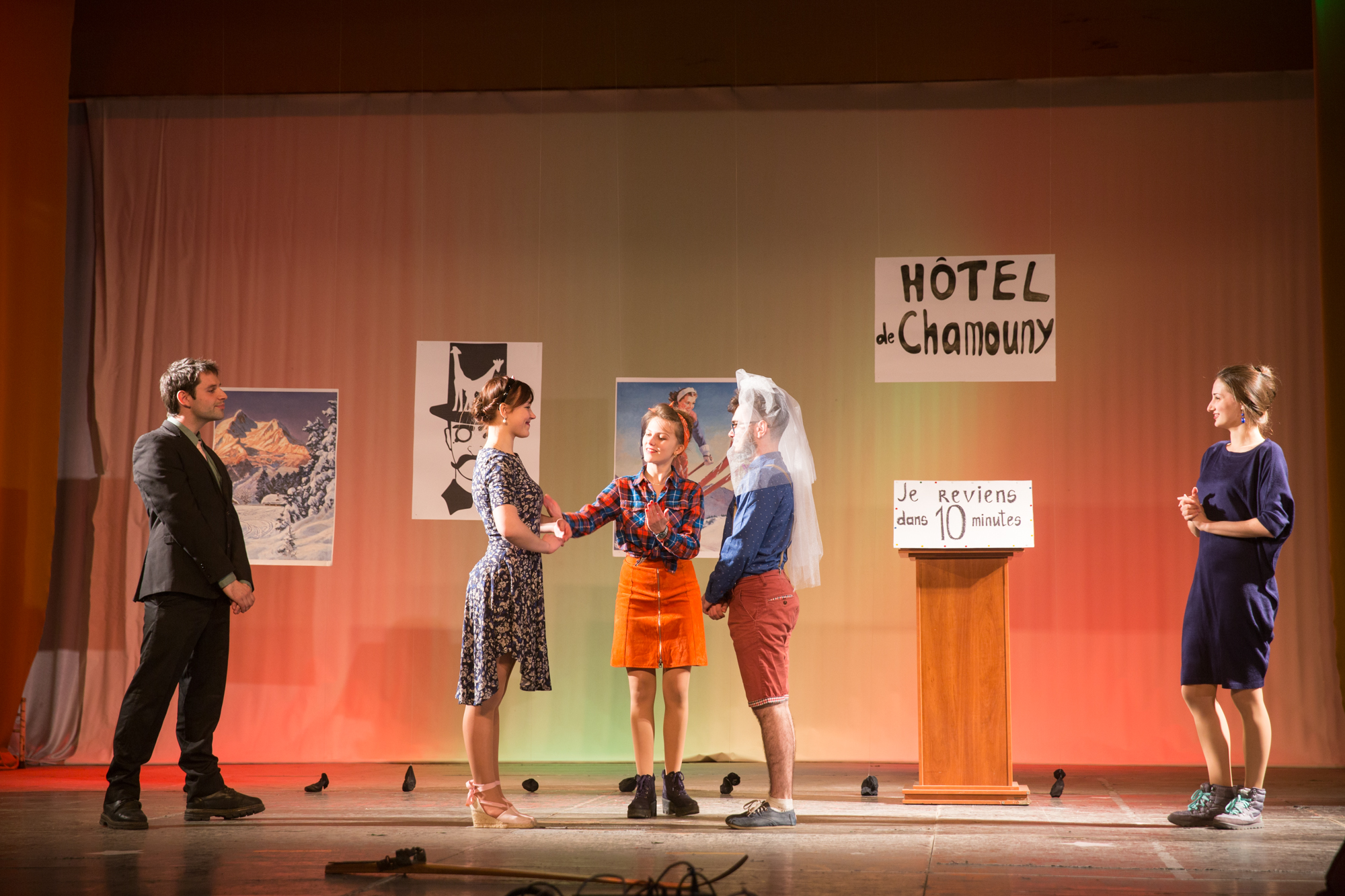
FTF 2017 Prix meilleur troupe Girafe dans ma tête, Kharkiv

Le Festival de théâtre francophone en Ukraine est un événement consacré au théâtre et à la langue française. 
L'ambassade de France en Ukraine, l'Institut français d'Ukraine et les Alliances françaises de différentes villes de l'Ukraine organisent depuis 1992 le Festival et le concours de théâtre amateur francophone. Il se déroule dans le cadre de la Semaine de la langue française et de la francophonie en Ukraine.

## Histoire
Le premier concours de théâtre amateur a eu lieu à Kiev en 1992. En 1996, le 5e Concours est renommé premier Festival international de théâtre amateur francophone Fest’If.
Le Festival de théâtre francophone a lieu en Crimée de 2001 à 2004 puis de 2005 à 2015, se déplace à Dniepropetrovsk et prend le nom de Festival International des Théâtres Francophone d’Étudiant. 
Le Festival se déplace à Odessa en 2016. Le nom est changé en FTF (Festival du Théâtre Francophone) l'année suivante.

## Jury
Le jury est composé de 4 à 5 personnes ukrainiennes et françaises, professionnels du théâtre et de langue française.

## Prix
- La meilleure troupe participe à un des festivals francophones d’Europe ou au festival « Le Printemps Français » à Kiev.
- La meilleure actrice et Le meilleur acteur gagnent un séjour de les deux semaines en France pour le Festival d'Avignon.